# Tung Lung Island
Tung Lung Island (kinesiska: 東龍洲, 东龙洲) är en ö i Hongkong (Kina). Den ligger i den östra delen av Hongkong. Arean är 2,4 kvadratkilometer.
Terrängen på Tung Lung Island är lite kuperad. Öns högsta punkt är 234 meter över havet. Den sträcker sig 2,4 kilometer i nord-sydlig riktning, och 2,0 kilometer i öst-västlig riktning.